# 宝仙寺
宝仙寺（ほうせんじ）は、東京都中野区中央二丁目にある真言宗豊山派の寺院。
中野区でも屈指の広大な寺院で、千年近くの歴史を誇る古刹である。山号は明王山（みょうおうざん）。戦前は当時の中野町役場も置かれていた。また、著名人の葬儀・告別式も多く執り行われることでも有名な寺院である。また、節分の僧兵行列も趣き深い。

## 歴史
『武州多摩郡中野明王山聖無動院宝仙寺縁起』によると源義家によって創建された。後三年の役の際に護持していた不動明王像を安置するために建立されたといわれ、創建時は現在の杉並区・阿佐ヶ谷にあった。
また宝仙寺は、同じ杉並区の大宮八幡宮の別当寺となった。本尊は鎌倉時代には秘仏になった。室町時代に阿佐ヶ谷から当地に移転した。
江戸時代には、優れた僧を出し、歴代の将軍から厚い保護を受け発展した。また、当寺院の僧侶が将軍の御前論議に参加することもあった。また将軍家が鷹狩りに出た際の休憩所としても利用された。
1906年（明治39年）に中野町役場が境内に建設され、1932年（昭和7年）10月の中野区発足により初代・中野区役所として継続利用された。その後、区役所は1936年（昭和11年）に中野2丁目27番1号（現在の中野郵便局の地）に移転した。
太平洋戦争中の1945年（昭和20年）に戦禍により大伽藍を焼失した。戦後再建され、三重塔や本堂を見ることができる。

## 施設・史跡
- 三重塔 - 江戸六塔の一つ。寛永13年（1636年）に建立されたが、昭和20年（1945年）5月25日の空襲により焼失[注釈 3]。平成4年（1992年）に法起寺三重塔を模した飛鳥様式で再建された。塔内には胎蔵界五仏が安置されている。
- 中野町役場跡の石碑
- 山門の仁王像
- 堀江家の墓 - 当寺院の檀家総代でもある堀江家は平安時代から代々中野一帯を開拓していった草分け地主であった。現在は断絶している。
- 馴象之枯骨 - 享保13年（1728年）に徳川吉宗の命により来日し、江戸幕府で飼育されていた象は、寛保元年（1741年）4月に中野村の百姓源助に払い下げられ、寛保2年12月13日（1743年1月8日）に死亡した。その骨と牙は源助に与えられた後に宝仙寺へ納められ、『江戸名所図会』などでも「馴象之枯骨」の名で紹介された[6]が、太平洋戦争の戦災に遭い、一部が失われた[7]。

## ギャラリー

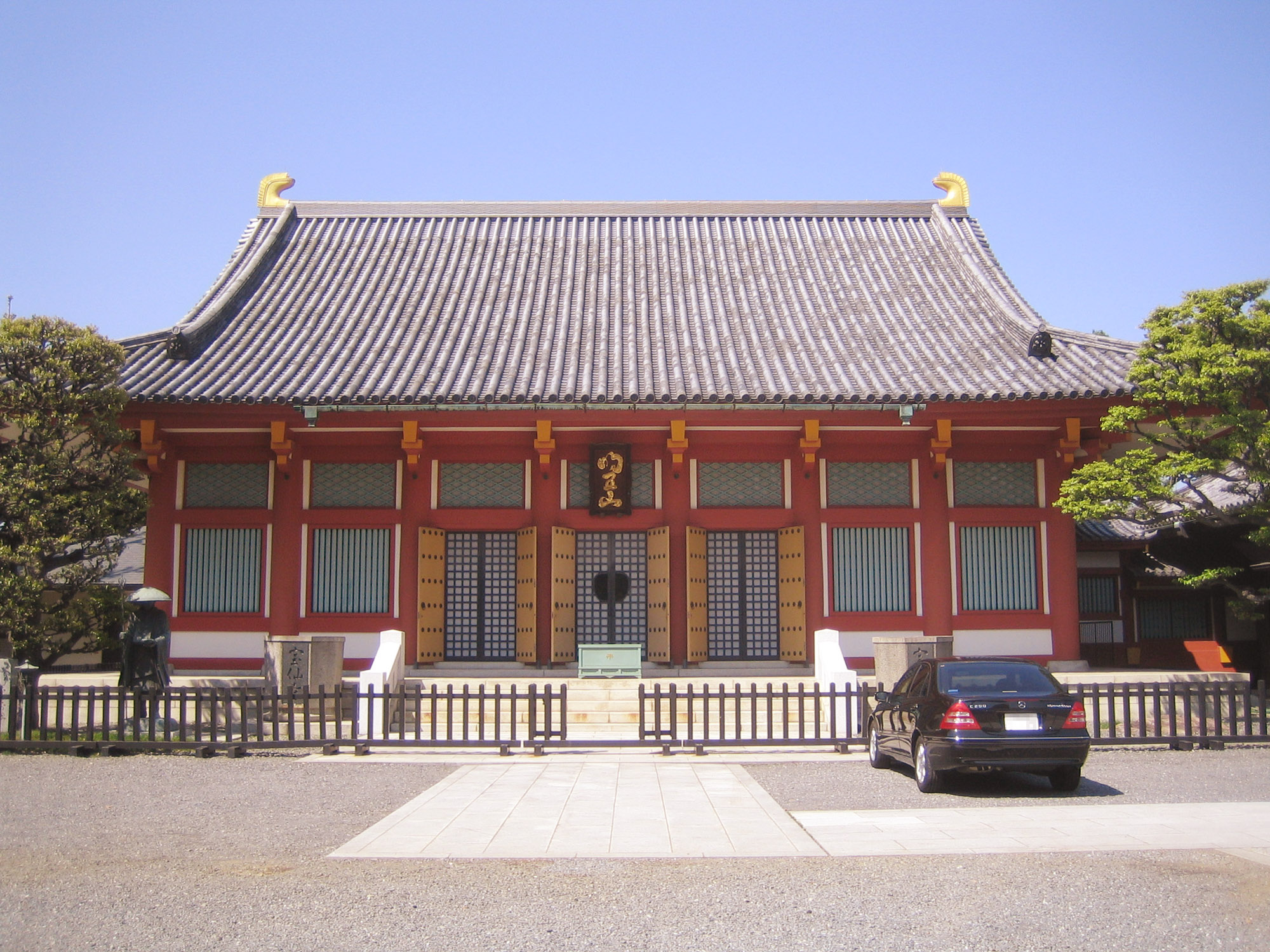
本堂
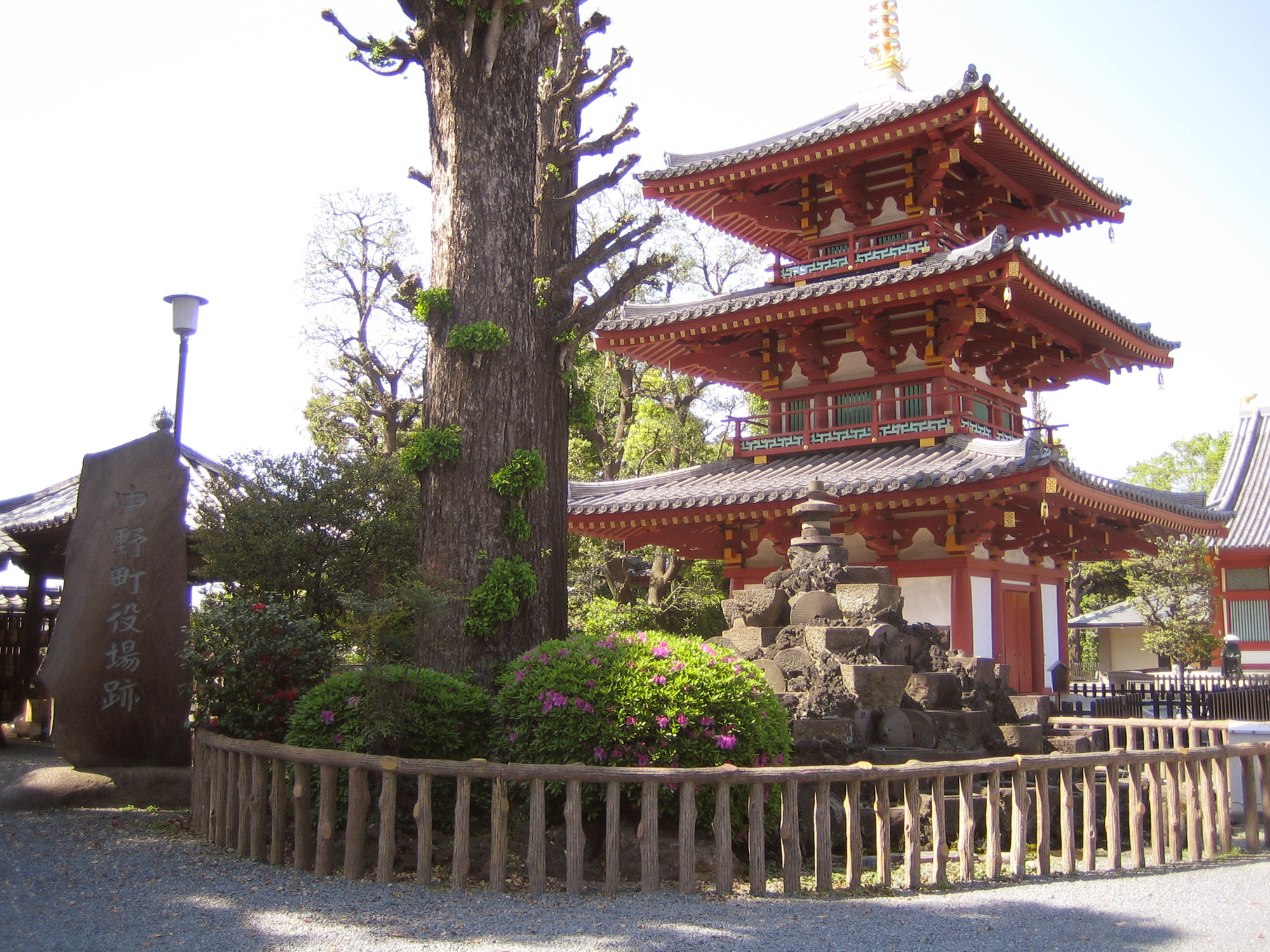
三重塔。左は中野町役場跡碑
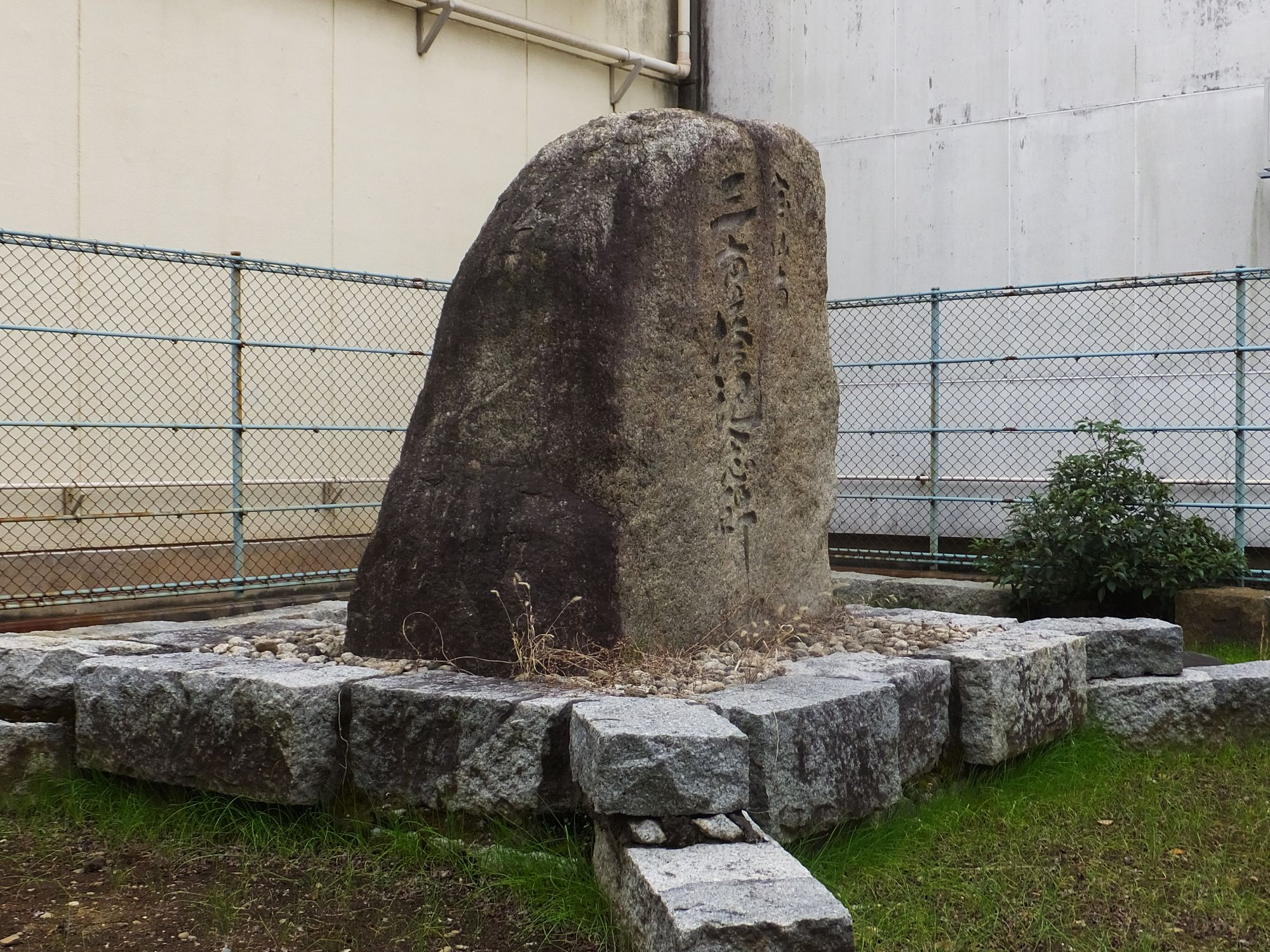
三重塔跡の記念碑
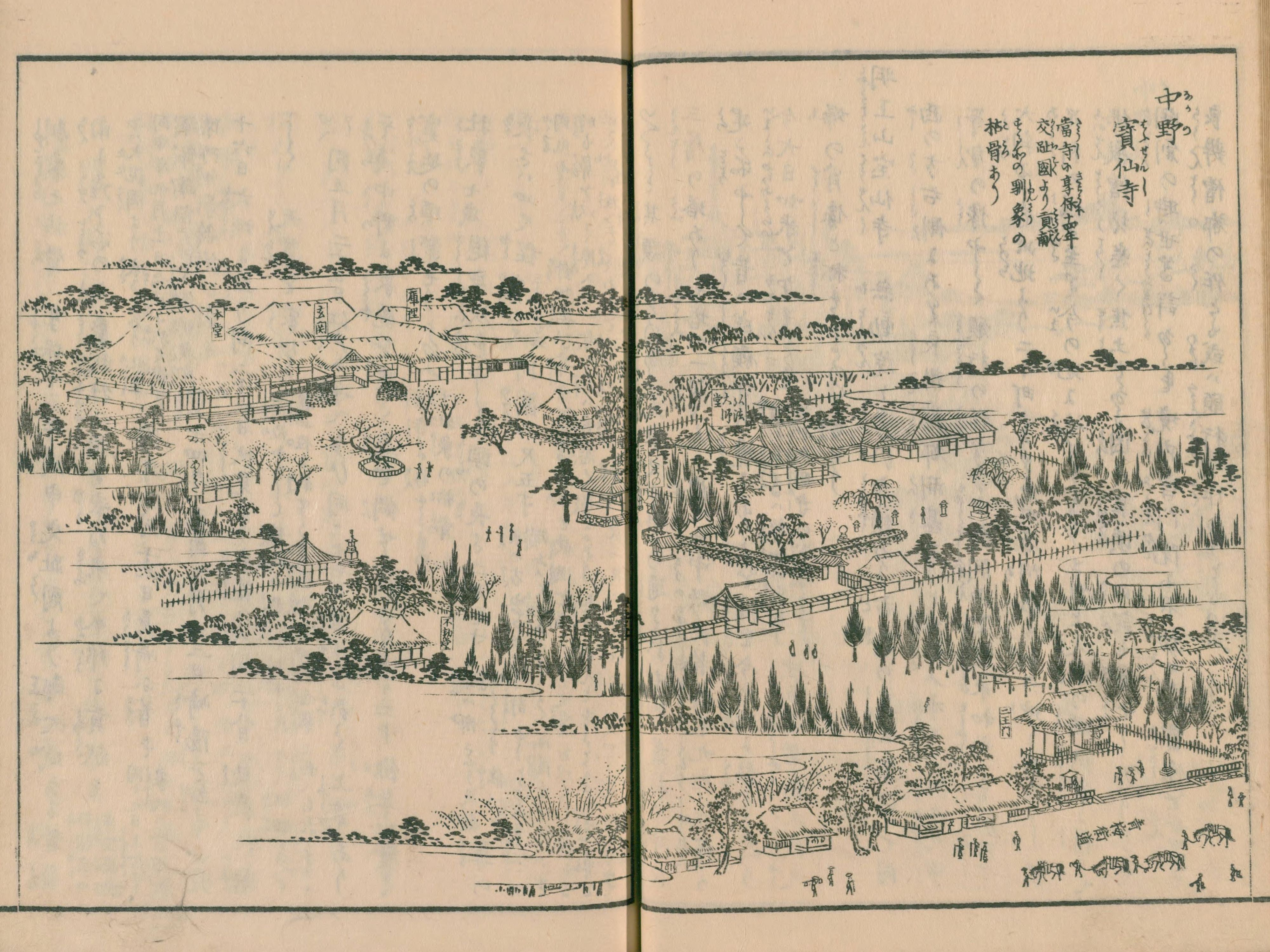
『江戸名所図会』掲載の宝仙寺
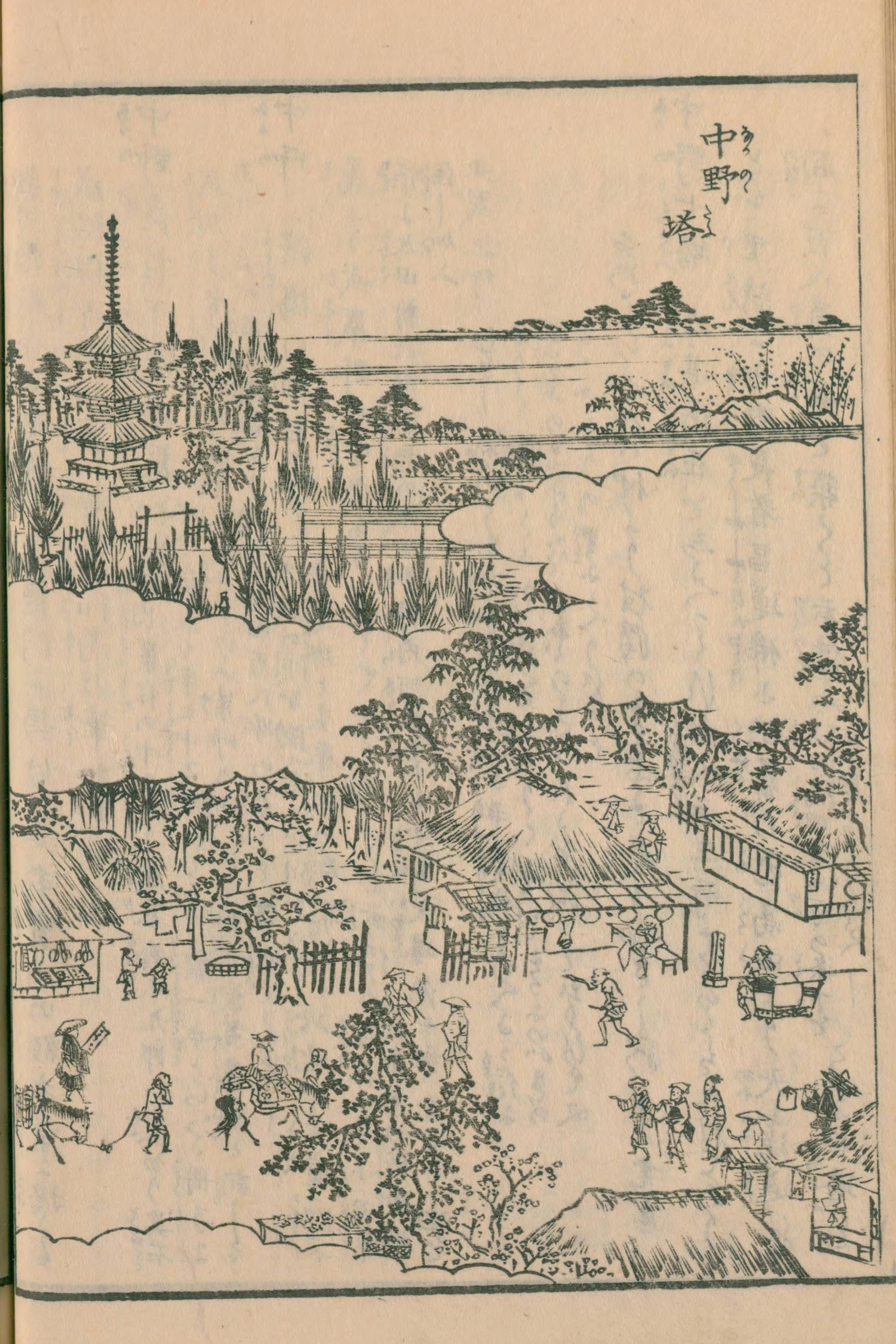
『江戸名所図会』掲載の三重塔
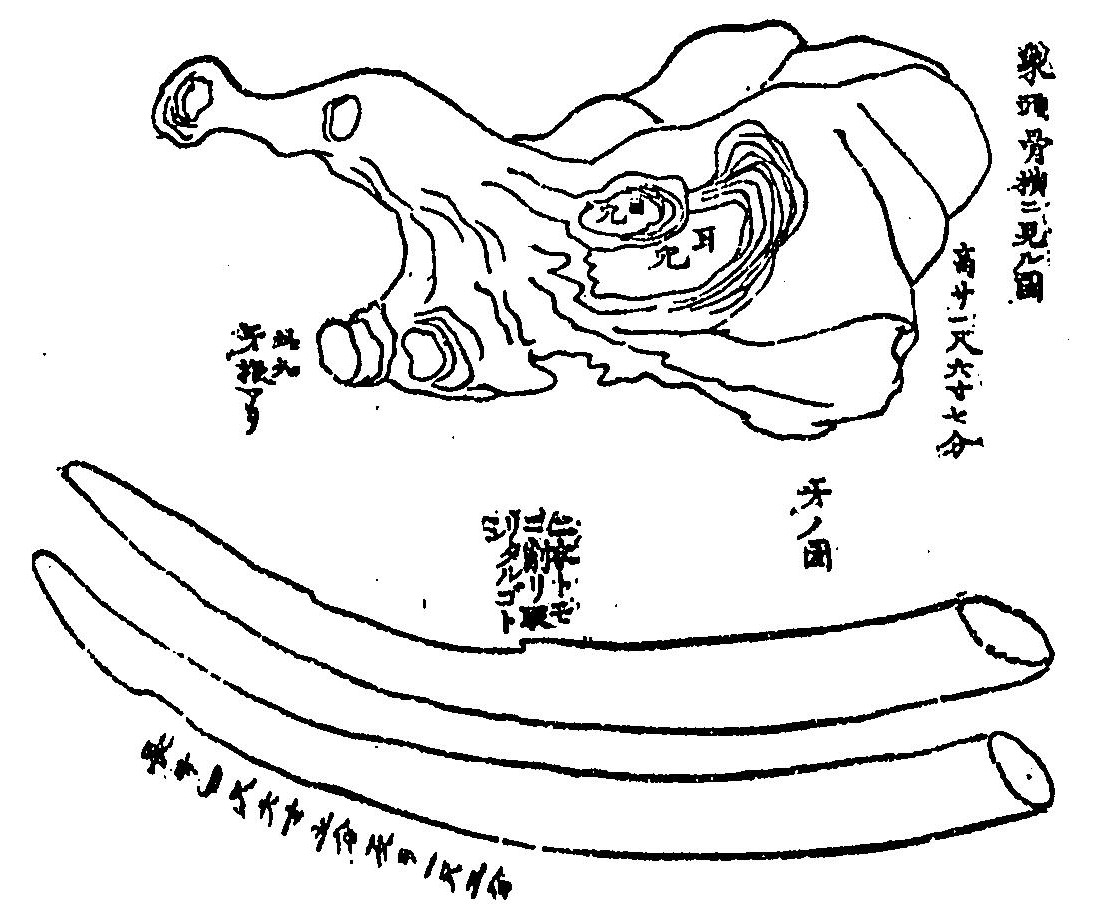
馴象之枯骨（『新編武蔵風土記稿』より[9]）

## アクセス
- 〒164-0011 東京都中野区中央2-33-3
- 丸ノ内線・大江戸線「中野坂上駅」2番出口より徒歩5分
- 都営バス「宝仙寺前」より徒歩1分
- 拝観は日中の時間帯のみ無料。
- 駐車施設:60台収容（葬儀利用のみ）

## 関連団体
- 学校法人宝仙学園 - 当寺院が母体として運営。こども教育宝仙大学のほか、宝仙学園中学校・高等学校、宝仙学園小学校、宝仙学園幼稚園が当寺院に隣接している。